# Campo Limpo de Goiás
Campo Limpo de Goiás es un municipio brasilero del estado de Goiás. 

## Historia
Separado de Anápolis, su emancipación se dio en 1997. Ocurre todos los años desde 1997 la Fiesta del Peao de Campo Limpio de Goias, siempre realizada entre los meses de julio y agosto, con la organizacao del grupo "Los Pioneros", cuenta con grandiosa estructura con rodeo, patio de comidas y shows.

## Geografía
La población estimada para el munício en 2009 es de 6022 habitantes.